# Kristýna Boková
Kristýna Boková, celým jménem Kristýna Katakalidu Boková, (* 23. července 1981 Hradec Králové), dříve také jako Kristýna Liška Boková, je česká herečka a tanečnice.

## Biografie
Narodila se v Hradci Králové do rodiny disidentů Johna Boka a jeho manželky, výtvarnice Jitky Bokové, dříve Rímské (* 1953 Cheb). Mladší sestrou je Jenovéfa Boková.
Studovala na taneční konzervatoři v Praze, avšak studia nedokončila. Tanci se však věnovala i poté, a to v pražském Duncan centru a v New Yorku. Účinkovala v několika divadlech, konkrétně v HaDivadle a v divadle Barka a mimo to sama vytvořila několik vlastních představení.
Svůj filmový debut zaznamenala ve filmu Horem pádem v roce 2004 a mezi její výrazné role patří například postava učitelky Lenky Pivoňkové ve filmu Občanský průkaz z roku 2010.
V letech 2002–2013 byla vdaná za herce Pavla Lišku, se kterým má syna Šimona Samuela (* 2005). V dané době užívala příjmení Kristýna Liška Boková. Podruhé se vdala za rekvizitáře Lukase Katakalidise, s nímž má dvě děti.

## Filmografie
| rok  | název                            | role                     | poznámky                                |
| ---- | -------------------------------- | ------------------------ | --------------------------------------- |
| 2004 | Horem pádem                      | Lenka Horecká            |                                         |
| 2006 | Abelův černý pes                 | Abelovo děvče            | studentský film                         |
| 2006 | Láska                            |                          | TV film                                 |
| 2006 | Obsluhoval jsem anglického krále |                          |                                         |
| 2007 | Medvídek                         | zdravotní sestra         |                                         |
| 2009 | Ocas ještěrky                    | Lenka                    |                                         |
| 2010 | Občanský průkaz                  | učitelka Lenka Pivoňková |                                         |
| 2010 | Jseš mrtvej, tak nebreč          | Elis/Jitka               | TV film                                 |
| 2010 | Holka 180                        |                          | studentský film                         |
| 2012 | Martin a Venuše                  | Vendula                  |                                         |
| 2012 | Polski film                      | Kristýna Liška Boková    |                                         |
| 2014 | Neviditelní                      | Johana Baretti           | televizní seriál, 8 epizod              |
| 2014 | Krok do tmy                      | Soňa Malenová            |                                         |
| 2015 | Reportérka                       | Klára                    | televizní minisérie                     |
| 2015 | Korunní princ                    | hostinská                |                                         |
| 2016 | Mordparta                        | Barbora                  | televizní seriál                        |
| 2016 | Doktor Martin                    | kuchařka                 | televizní seriál, epizoda: „Jako kočka“ |
| 2017 | Spravedlnost                     | Matějova žena            | televizní minisérie                     |
| 2017 | První republika                  | Marie Průchová           | televizní seriál                        |
| 2018 | Toman                            | Milada Třískalová        |                                         |
| 2018 | Můj strýček Archimedes           | Simona                   | TV film                                 |
| 2019 | Rapl                             | Vlasta Semerádová        | televizní seriál                        |
| 2020 | Bourák                           | Markéta                  |                                         |
| 2021 | Prvok, Šampón, Tečka a Karel     | Saša                     |                                         |
| 2021 | Mazel a tajemství lesa           |                          |                                         |